# Nam vương Thế giới 2007
Nam vương Thế giới 2007 là cuộc thi Nam vương Thế giới lần thứ 5 diễn ra vào tháng 3 năm 2007. Đêm chung kết diễn ra vào ngày 31 tháng 3 năm 2007 tại nhà hát Vương miện Sắc đẹp, Tam Á, Trung Quốc. 56 thí sinh từ khắp nơi trên thế giới đã cũng tập trung tại đây để tham gia vào sự kiện này. Juan García Postigo đến từ Tây Ban Nha đã đạt được danh hiệu Mister World.

## Kết quả

### Thứ hạng
| Thứ hạng                | Thí sinh |
| ----------------------- | --- |
| Nam vương Thế giới 2007 | - Tây Ban Nha - Juan García Postigo |
| Á vương 1               | - Brasil - Lucas Barbosa Gil |
| Á vương 2               | - Trung Quốc - Lejun Tony Jiang |
| Top 5                   | - Costa Rica - Alonso Fernandez Alvarez - Chile - Patricio Laguna |
| Top 12                  | - Áo - Matthias Thaler - Ấn Độ - Kawaljit Anand Singh - Liban - Anthony Hakim - Nigeria - Ikenna Bryan Okwara - Puerto Rico - Romeo Quiñones - Nam Phi - Dieter Voigt - Ukraina - Ievgen Dudin |

## Các phần thi
- Thể thao
- Great Wall Climb
- Huấn luyện dưới nước
- Làm bè truyền thống
- Các bài tập sinh tồn trong rừng nhiệt đới
- Mountain River Rapid Series
- Scuba Recovery Challenge
- Đào tạo võ thuật
- Elephant Pull

## Các thí sinh
56 thí sinh dự thi.
| Quốc gia/vùng lãnh thổ | Thí sinh                          | Tuổi | Chiều cao               | Quê quán         | T.k.   |
| ---------------------- | --------------------------------- | ---- | ----------------------- | ---------------- | ------ |
| Ai Cập                 | Omar Awad                         | 25   | 1,86 m (6 ft 1 in)      | Cairo            | [ 2 ]  |
| Albania                | Ervin Pepaj                       | 20   | 1,84 m (6 ft 1⁄2 in)    | Tirana           | [ 3 ]  |
| Anh                    | Warren Harvey                     | 24   | 2,00 m (6 ft 6+1⁄2 in)  | Bournemouth      | [ 4 ]  |
| Áo                     | Matthias Thaler                   | 21   | 1,82 m (5 ft 11+1⁄2 in) | Innsbruck        | [ 5 ]  |
| Ấn Độ                  | Kawaljit Anand Singh              | 26   | 1,85 m (6 ft 1 in)      | Assam            | [ 6 ]  |
| Bahamas                | Metellus Antoine Chipman          | 28   | 1,88 m (6 ft 2 in)      | Nassau           | [ 7 ]  |
| Ba Lan                 | Daniel Madej                      | 25   | 1,91 m (6 ft 3 in)      | Żywiec           | [ 8 ]  |
| Barbados               | Fabian McDowald                   | 19   | 1,85 m (6 ft 1 in)      | Bridgetown       | [ 9 ]  |
| Bắc Ireland            | Ross Lauder                       | 21   | 1,88 m (6 ft 2 in)      | Belfast          | [ 10 ] |
| Bỉ                     | Matthew Phillips                  | 25   | 1,80 m (5 ft 11 in)     | Antwerp          | [ 11 ] |
| Bolivia                | Julio César Aguilera Rau          | 26   | 1,83 m (6 ft 0 in)      | Cochabamba       | [ 12 ] |
| Bosna và Hercegovina   | Nebojša Malešević                 | 23   | 1,89 m (6 ft 2+1⁄2 in)  | Banja Luka       | [ 13 ] |
| Brasil                 | Lucas Barbosa Gil                 | 22   | 1,91 m (6 ft 3 in)      | Votuporanga      | [ 14 ] |
| Bulgaria               | Giorgi Zhekov                     | 23   | 1,80 m (5 ft 11 in)     | Sliven           | [ 15 ] |
| Canada                 | Darren Storsley                   | 31   | 1,82 m (5 ft 11+1⁄2 in) | Vancouver        | [ 16 ] |
| Chile                  | José Patricio Laguna Gebauer      | 29   | 1,90 m (6 ft 3 in)      | Santiago         | [ 17 ] |
| Colombia               | Hugo Villegas                     | 21   | 1,86 m (6 ft 1 in)      | Bogota           | [ 18 ] |
| Costa Rica             | Alonso Fernández Alvarez          | 24   | 1,82 m (5 ft 11+1⁄2 in) | San Jose         | [ 19 ] |
| Curaçao                | Henry Romero Rodríguez            | 23   | 1,85 m (6 ft 1 in)      | Willemstad       | [ 20 ] |
| Cộng hòa Dominica      | Johaney Wilfredo Albor Linero     | 24   | 1,85 m (6 ft 1 in)      | Santo Domingo    | [ 21 ] |
| Đan Mạch               | Brian Nonbo                       | 26   | 1,87 m (6 ft 1+1⁄2 in)  | Silkeborg        | [ 22 ] |
| Đức                    | Mark Wilke                        | 35   | 1,89 m (6 ft 2+1⁄2 in)  | Tangerhütte      | [ 23 ] |
| Guadeloupe             | Siegfried Ventadour               | 22   | 1,81 m (5 ft 11+1⁄2 in) | Petit-Bourg      | [ 24 ] |
| Hà Lan                 | Quintin Colicchia                 | 29   | 1,87 m (6 ft 1+1⁄2 in)  | Amsterdam        | [ 25 ] |
| Hoa Kỳ                 | Travis Alexander Kraft            | 27   | 1,83 m (6 ft 0 in)      | Bismarck         | [ 26 ] |
| Hồng Kông              | François Huynh                    | 21   | 1,78 m (5 ft 10 in)     | Hong Kong        | [ 27 ] |
| Hy Lạp                 | Nikitas Giannakos                 | 29   | 1,86 m (6 ft 1 in)      | Athens           | [ 28 ] |
| Iceland                | Jón Gunnlaugur Viggósson          | 24   | 1,93 m (6 ft 4 in)      | Reykjavík        | [ 29 ] |
| Ireland                | Simon Hales                       | 24   | 1,88 m (6 ft 2 in)      | Dublin           | [ 30 ] |
| Kenya                  | Gabriel Omolo Ouma                | 23   | 1,82 m (5 ft 11+1⁄2 in) | Nairobi          | [ 31 ] |
| Latvia                 | Artūrs Mihailovs                  | 23   | 1,87 m (6 ft 1+1⁄2 in)  | Riga             | [ 32 ] |
| Liban                  | Anthony Hakim                     | 25   | 1,87 m (6 ft 1+1⁄2 in)  | Beirut           | [ 33 ] |
| Liberia                | Emmett Massaquoi                  | 32   | 1,80 m (5 ft 11 in)     | Monrovia         | [ 34 ] |
| Litva                  | Gintaras Kuculis                  | 25   | 1,89 m (6 ft 2+1⁄2 in)  | Punskas          | [ 35 ] |
| Macedonia              | Gjorgi Filipov                    | 20   | 1,89 m (6 ft 2+1⁄2 in)  | Skopje           | [ 36 ] |
| Malta                  | David Camenzuli                   | 21   | 1,85 m (6 ft 1 in)      | Sliema           | [ 37 ] |
| México                 | Jorge Iván Aceves Villalpando     | 22   | 1,86 m (6 ft 1 in)      | Guadalajara      | [ 38 ] |
| Nam Phi                | Dieter Voigt                      | 23   | 1,84 m (6 ft 1⁄2 in)    | Mossel Bay       | [ 39 ] |
| Na Uy                  | Sivert Aassve                     | 19   | 1,86 m (6 ft 1 in)      | Steinkjer        | [ 40 ] |
| Nga                    | Roman Demchenko                   | 28   | 1,85 m (6 ft 1 in)      | Moscow           | [ 41 ] |
| Nigeria                | Ikenna Bryan Okwara               | 20   | 1,91 m (6 ft 3 in)      | Imo              | [ 42 ] |
| Panama                 | Diego Alejandro Cedeño de Obaldia | 27   | 1,88 m (6 ft 2 in)      | Panama City      | [ 43 ] |
| Philippines            | Emmanuel Balon Mago               | 26   | 1,90 m (6 ft 3 in)      | Manila           | [ 44 ] |
| Puerto Rico            | Ariel Romeo Quiñones Morales      | 25   | 1,90 m (6 ft 3 in)      | Salinas          | [ 45 ] |
| România                | Razvan Constantin Dobre           | 26   | 1,82 m (5 ft 11+1⁄2 in) | Bucharest        | [ 46 ] |
| Singapore              | Reuben Kee En Rui†                | 22   | 1,84 m (6 ft 1⁄2 in)    | Singapore        | [ 47 ] |
| Sri Lanka              | Shibani Shaban Basiron            | 19   | 1,88 m (6 ft 2 in)      | Colombo          | [ 48 ] |
| Tây Ban Nha            | Juan Francisco García Postigo     | 25   | 1,91 m (6 ft 3 in)      | Málaga           | [ 49 ] |
| Thổ Nhĩ Kỳ             | Ertem Eşer                        | 25   | 1,84 m (6 ft 1⁄2 in)    | Istanbul         | [ 50 ] |
| Trung Quốc             | Lejun Tony Jiang                  | 27   | 1,80 m (5 ft 11 in)     | Shanghai         | [ 51 ] |
| Ukraina                | Ievgen Dudin                      | 25   | 1,84 m (6 ft 1⁄2 in)    | Sevastopol       | [ 52 ] |
| Úc                     | Harley von Moger                  | 21   | 1,86 m (6 ft 1 in)      | Geelong          | [ 53 ] |
| Venezuela              | Vito Ernesto Gasparrini Domínguez | 31   | 1,92 m (6 ft 3+1⁄2 in)  | Caracas          | [ 54 ] |
| Việt Nam               | Hồ Đức Vĩnh                       | 23   | 1,87 m (6 ft 1+1⁄2 in)  | Ho Chi Minh City | [ 55 ] |
| Wales                  | Leigh Brookman                    | 23   | 1,86 m (6 ft 1 in)      | Pontypridd       | [ 56 ] |
| Ý                      | Carlo Martellini                  | 24   | 1,87 m (6 ft 1+1⁄2 in)  | Lecce            | [ 57 ] |

## Chú ý

### Cuộc thi
- Đây là lần thứ 2 nước chủ nhà vào vòng bán kết.
- Trung Quốc là quốc gia Đông Á duy nhất lọt vào vòng bán kết.
- Puerto Rico là quốc gia duy nhất từ Vùng Caribê vào vòng bán kết.
- Nigeria và Nam Phi là hai quốc gia từ Châu Phi lần đầu tiên vào được bán kết.
- Chile, Costa Rica, Nigeria, Nam Phi, và Ukraine vào bán kết lần đầu tiên.
- Brazil, Trung Quốc, và Liban lần cuối lọt vào bán kết là năm 2003.

### Thí sinh
- Costa Rica trước đó đã tham dự cuộc thi Manhunt International 2007 và lọt vào bán kết sau đó tham dự cuộc thi Mister International 2010 nhưng không đoạt giải.
- Canada,  Curacao,  Puerto Rico trước đó đã tham dự cuộc thi Manhunt International 2005, trong khi Canada không đoạt giải nào thì Curacao đạt vị trí thứ 2 còn Puerto Rico giành vị trí thứ 4
- Đức trước đó đã tham dự cuộc thi Mister International vào năm 2002 và lọt vào vòng bán kết, sau đó cũng có tham gia cuộc thi Manhunt International năm 2005 nhưng không đoạt giải.
- Brasil: Lucas Gil đã tham dự International Man 2007 và về vị trí thứ 2.